# Aiken-Code

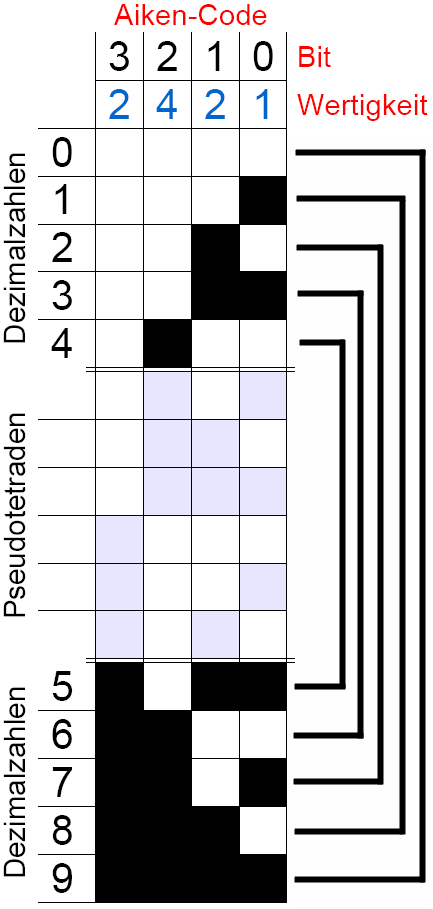
Codetafel – Aiken-Code (Symmetrieeigenschaft)

Der Aiken-Code ist ein komplementärer BCD-Code. Den Dezimalziffern von 0 bis 9 wird nach folgender Tabelle jeweils eine Tetrade aus vier Bit zugeordnet. Entwickelt wurde der Code von Howard Hathaway Aiken. Er wurde früher häufig in Digitaluhren, Taschenrechnern und ähnlichen Geräten genutzt.

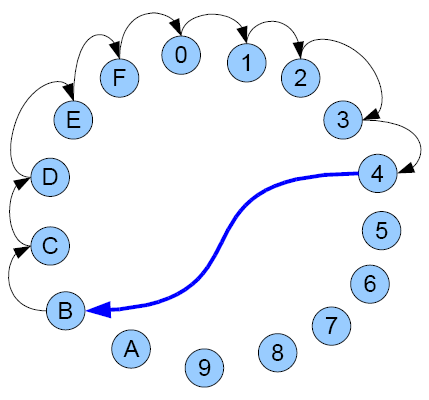
Zustandsdiagramm Aiken-Code in hexadezimaler Codierung

Der Aiken-Code unterscheidet sich vom BCD-Code insoweit, dass beim Aiken-Code die vierte Stelle nicht wie beim BCD-Code mit 8 gewichtet wird, sondern mit 2. Es ergibt sich folglich für den Aiken-Code folgende Wichtung: 2–4–2–1.
Eine doppelte Codierung für eine Zahl wäre zwar möglich, z. B. 1011 als auch 0101 könnten 5 darstellen. Allerdings wird beim Aiken-Code immer dafür gesorgt, dass die Dezimalziffern 0 bis 4 spiegelbildlich komplementär zu den Ziffern 5 bis 9 codiert sind. Die nicht erlaubten Codierungen bezeichnet man als Pseudotetraden. Die Codierung hat folgende Eigenschaften:
- ungerade Dezimalziffern haben im Code immer eine 1 in der niedrigsten Binärstelle (wie beim reinen BCD-Code)
- Ab- und Aufrunden sind einfach möglich (man erkennt Dezimalziffern ab 5 an einer 1 an der höchsten Binärstelle)
- ein Dezimalübertrag bewirkt auch gleichzeitig einen Tetradenübertrag
- die Komplementbildung zur Darstellung negativer Zahlen erfolgt Negation aller vier Bits (wie beim Stibitz-Code)

Eine Korrektur ist nur dann erforderlich, wenn sich bei der Addition eine Pseudotetrade ergibt. Dann ist 0110 (6) zu addieren. Tritt gleichzeitig ein Dezimalübertrag auf, dann ist 0110 (6) zu subtrahieren, was durch die einfache Komplementbildung leicht möglich ist.
| Dezimal- ziffer | Aiken- codiert | BCD- codiert |
| --------------- | -------------- | ------------ |
| 0               | 0 0 0 0        | 0 0 0 0      |
| 1               | 0 0 0 1        | 0 0 0 1      |
| 2               | 0 0 1 0        | 0 0 1 0      |
| 3               | 0 0 1 1        | 0 0 1 1      |
| 4               | 0 1 0 0        | 0 1 0 0      |
| 5               | 1 0 1 1        | 0 1 0 1      |
| 6               | 1 1 0 0        | 0 1 1 0      |
| 7               | 1 1 0 1        | 0 1 1 1      |
| 8               | 1 1 1 0        | 1 0 0 0      |
| 9               | 1 1 1 1        | 1 0 0 1      |